# Mark Williams (basquetebolista)
Mark Oluwafemi Williams (Norfolk, 16 de dezembro de 2001) é um jogador norte-americano de basquete profissional que atualmente joga no Phoenix Suns da National Basketball Association (NBA).
Ele jogou basquete universitário pelo Duke Blue Devils e foi selecionado pelos Hornets como a 15ª escolha geral no draft da NBA de 2022.

## Carreira no ensino médio
Williams começou sua carreira no basquete colegial na Norfolk Academy. Ele ultrapassou a marca de 1.000 pontos em fevereiro de 2019. Em sua terceira temporada, ele teve médias de 19,7 pontos, 11,2 rebotes e 3,7 bloqueios para ajudar a sua equipe a alcançar o título do torneio estadual. Entrando em sua última temporada, ele se transferiu para a IMG Academy. Em 31 de janeiro de 2020, ele marcou 19 pontos e 16 rebotes na vitória por 64-62 sobre o Hillcrest Prep.

### Recrutamento
Williams foi considerado um recruta de cinco estrelas pela 247Sports e pela Rivals e um recruta de quatro estrelas pela ESPN. Em 1º de novembro de 2019, ele se comprometeu a jogar basquete universitário pelo Duke Blue Devils e rejeitou as ofertas de Michigan e UCLA depois de fazer visitas oficiais às três universidades. Williams escolheu Duke em grande parte devido à possibilidade de um título nacional e disse que quer modelar seu jogo sobre Wendell Carter Jr.
| Nome | Cidade Natal                                         | High school / College | Altura             | Peso            | Data                  |
| --- | ---------------------------------------------------- | --------------------- | ------------------ | --------------- | --------------------- |
| Mark Williams C | Virginia Beach, VA                                   | IMG Academy (FL)      | 7 ft 0 in (2.13 m) | 230 lb (100 kg) | 1 de novembro de 2019 |
| Mark Williams C | Ratings: Rivals: 247Sports: ESPN: ESPN grade: 89/100 |                       |                    |                 |                       |
| Rankings: Rivals: 31º \| 247Sports: 18º \| ESPN: 32º |                                                      |                       |                    |                 |                       |
| - Nota: Em muitos casos, Scout, Rivals, 247Sports e ESPN podem entrar em conflito em suas listas de altura e peso, nestes casos, a média foi obtida. As notas da ESPN estão em uma escala de 100 pontos. - Fonte: |                                                      |                       |                    |                 |                       |

## Carreira universitária
Em 30 de janeiro de 2021, Williams teve 11 pontos e 5 rebotes na vitória por 79-53 sobre Clemson. Em 13 de fevereiro de 2021, ele registrou 13 pontos e 5 bloqueios na vitória por 69-53 contra NC State. Em 22 de fevereiro de 2021, ele teve 18 pontos e 11 rebotes na vitória por 85-71 sobre Syracuse. Em 10 de março de 2021, Williams registrou outro duplo-duplo de 23 pontos e 19 rebotes na vitória por 70-56 contra Louisville na segunda rodada do Torneio da ACC. Naquele jogo, seus 19 rebotes estabeleceram um recorde para um calouro no Torneio da ACC, superando Ralph Sampson com 18 rebotes no Torneio da ACC de 1980. Como calouro, Williams teve médias de 7,1 pontos e 4,5 rebotes.
Em 26 de fevereiro de 2022, ele marcou 28 pontos, o recorde de sua carreira, na vitória por 97-72 sobre Syracuse. Em seu segundo ano, Williams foi nomeado para a Terceira-Equipe e como o Jogador Defensivo do Ano da ACC. Ele teve médias de 11,2 pontos, 7,4 rebotes e 2,8 bloqueios. Em 18 de abril de 2022, Williams se declarou para o draft da NBA de 2022, abrindo mão de sua elegibilidade universitária restante.

## Carreira profissional

### Charlotte Hornets (2022–Presente)
Ele foi selecionado pelo Charlotte Hornets como a 15ª escolha geral no draft da NBA de 2022.
Em 10 de fevereiro de 2023, depois que o pivô da equipe, Mason Plumlee, foi negociado, Williams conquistou seu primeiro jogo como titular da carreira e marcou um duplo-duplo com 11 pontos e 12 rebotes na derrota para o Boston Celtics. Em 25 de fevereiro de 2023, Williams registrou 18 pontos e 20 rebotes na vitória por 108–103 sobre o Miami Heat.
Em 10 de novembro de 2023, Williams marcou 21 pontos e conseguiu o recorde pessoal de 24 rebotes, sendo 15 deles um recorde dos Hornets para rebotes ofensivos em um jogo, em uma vitória por 124-117 sobre o Washington Wizards. Williams machucou as costas em um jogo no final de novembro contra o Brooklyn Nets e jogou apenas 19 partidas durante sua segunda temporada.

## Estatísticas da carreira

### NBA

#### Temporada regular
| Ano      | Equipe    | PJ | PT | MPJ  | AP   | 3P | LL   | RT  | AS  | BR | TO  | PPJ  |
| -------- | --------- | -- | -- | ---- | ---- | -- | ---- | --- | --- | -- | --- | ---- |
| 2022–23  | Charlotte | 43 | 17 | 19.3 | .637 | —  | .691 | 7.1 | .4  | .7 | 1.0 | 9.0  |
| 2023–24  | Charlotte | 19 | 19 | 26.8 | .649 | —  | .719 | 9.7 | 1.2 | .8 | 1.1 | 12.7 |
| Carreira | Carreira  | 62 | 36 | 23.0 | .643 | —  | .705 | 8.3 | .8  | .7 | 1.0 | 10.8 |

### Universitário
| Ano      | Equipe   | PJ | PT | MPJ  | AP   | 3P   | LL   | RT  | AS | BR | TO  | PPJ  |
| -------- | -------- | -- | -- | ---- | ---- | ---- | ---- | --- | -- | -- | --- | ---- |
| 2020–21  | Duke     | 23 | 15 | 15.2 | .664 | –    | .537 | 4.5 | .7 | .6 | 1.4 | 7.1  |
| 2021–22  | Duke     | 39 | 39 | 23.6 | .721 | .000 | .727 | 7.4 | .9 | .5 | 2.8 | 11.2 |
| Carreira | Carreira | 62 | 54 | 19.4 | .692 | .000 | .632 | 5.9 | .8 | .5 | 2.0 | 9.1  |

## Vida pessoal
Mark é filho de pais nigerianos, Margaret e Dr. Alex Williams. Seu pai é médico com subespecialidade em Gastroenterologia. A irmã mais velha de Williams, Elizabeth, jogou basquete universitário em Duke de 2011 a 2015 antes de ser selecionada pelo Connecticut Sun como a quarta escolha geral no draft da WNBA de 2015.